# Efraím (nombre)
Efraín o Efraím es un nombre propio masculino de origen hebreo en su variante en español. Proviene del hebreo אֶפְרָיִם ('Ephráyim) y significa "Fructífero". Es un personaje bíblico del Antiguo Testamento, Efraín segundo hijo de José y hermano de Manasés.

## Variantes
- Efrén.
- Femenino: Efraína, Efraíma.

| Variantes en otros idiomas | Variantes en otros idiomas |
| -------------------------- | -------------------------- |
| Español                    | Efraín, Efraím             |
| Alemán                     | Ephraim                    |
| Catalán                    | Efraïm                     |
| Euskera                    | Eperna                     |
| Francés                    | Éphraïm                    |
| Hebreo                     | אֶפְרָיִם ('Efrayim)           |
| Holandés                   | Efraïm                     |
| Inglés                     | Ephraim                    |
| Italiano                   | Efraim, Efrem              |
| Latín                      | Ephraim                    |
| Polaco                     | Efraim                     |
| Portugués                  | Efraim                     |
| Ucraniano                  | Охрім (Ohrim)              |
| Ruso                       | Ефрем (Efrem)              |